# Алиев, Заур Рафик оглы
Заур Рафик оглы Алиев (азерб. Zaur Rafik oğlu Əliyev; род. 5 марта 1981, Баку)  — азербайджанский государственный деятель. Глава Агентства по обязательному медицинскому страхованию Азербайджана (с 2015). Президент Федерации плавания Азербайджана (с 2025).

## Биография
Родился в 1981 году в г. Баку. В 2000 году окончил Кембриджский региональный колледж. В 2003 году окончил Университет Восточной Англии по специальности «финансы и бухгалтерский учёт».
С 2003 по 2009 год работал на различных должностях в офисах компании Ernst & Young в Алматы, Баку и Лондоне.
С 2010 по 2015 год работал на руководящих должностях в «Паша холдинг» и «Паша Страхование».
Член Ассоциации сертифицированных профессиональных бухгалтеров.
Глава Агентства по обязательному медицинскому страхованию Азербайджана (с 27 октября 2015).
Член Наблюдательного совета Объединения по управлению медицинскими территориальными подразделениями Азербайджана (с 13 мая 2022).
Член Тарифного совета Азербайджана (с 7 апреля 2023).
Президент Федерации плавания Азербайджана (с 18 января 2025).

## Награды
- Медаль «100-летие Азербайджанской Демократической Республики» (27 мая 2019)